# Wish You Were Here (албум групе Pink Floyd)
Wish You Were Here (срп. Волео бих да си ту) је девети студијски албум енглеског рок састава Пинк Флојд. Објавили су га Harvest Records и Columbia Records 12. септембра 1975. године. Заснован на материјалу Пинк Флојд компонованом током наступа у Европи, „Wish You Were Here“ снимљен је током бројних наступа током 1975 у Abbey Road Studios у Лондону.

## Списак песама
1. – 13:32
2. – 7:28
3. – 5:08
4. – 5:35
5. – 12:28